# Juozas Glinskis

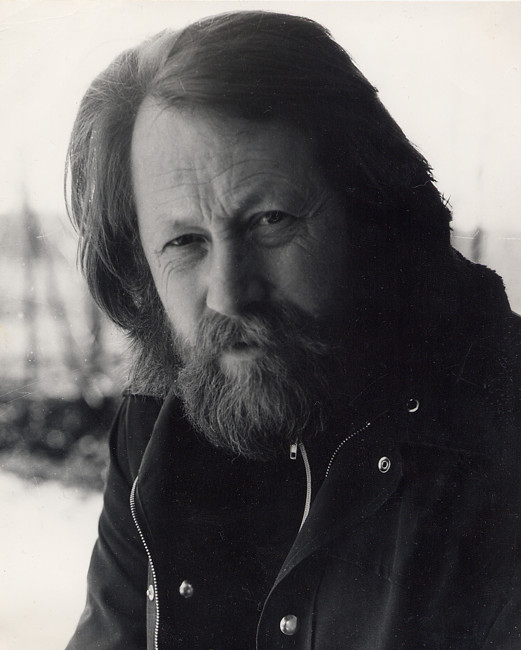
Juozas Glinskis (1986)

Juozas Glinskis (* 15. Oktober 1933, Sindriūnai, Region Pasvalis, Litauen) ist ein litauischer Dichter und Dramatiker.

## Werk und Wirken
Glinskis setzte neue Maßstäbe in der Entwicklung des litauischen Theaters in der zweiten Hälfte des 20. Jahrhunderts. Er brach mit dem traditionellen, gewöhnlicherweise poetischen Drama, und ist bekannt als der Pionier des litauischen „Theaters der Grausamkeiten“.
Der Schriftsteller selbst nennt seine Arbeiten jedoch „kognitive Dramen“. Sie kreuzen die schützenden „Grenzen des gesunden Menschenverstands“; die dramaturgische Dynamik des Spiels basiert auf Dunkeltönen und Äußerungen des Übels. Im Schauspiel ausgedrückt ist es die sarkastische Groteske, eine antipsychologische Karikatur, eine unbewusste Hysterie und eine Kombination von folkloristischen, bodenständigen Motiven, Überschwang und von romantischem Gefühl.
„Grasos namai“ und „Kingas“ (aufgeführt unter der Regie von Jonas Juraschas, Jonas Vaitkus 1970, 1980) zeichnen sich aus als Theaterstücke, die einen Wendepunkt in der Hierarchie der ästhetischen Werte im litauischen Theater kennzeichnen. Diese und andere Schauspiele von Glinskis verlangten neue Mittel des Ausdruckes vom litauischen Theater: blanke Neigungen, raue Gültigkeitserklärung der Realität, Überlegenheit der Metaphern und avantgardistische Herausforderungen.
Jüngst erlangte sein im Jahr 2003 veröffentlichtes Werk Vieno Tevo Vaikai (Die Kinder eines Vaters) die höchste literarische Auszeichnung Litauens.

## Politische Aktivitäten
Glinskis engagierte sich mit seiner Familie stark innerhalb der litauischen Freiheitsbewegung, gegen die Unterdrückung durch die Sowjetdiktatur und war Abgeordneter der Freiheitspartei Sąjūdis. Als politischer Weggefährte und Freund von Vytautas Landsbergis, dem ersten Staatsoberhaupt Litauens nach der Wiedererlangung der Unabhängigkeit 1990, verfasste er 1990–1991 Landsbergis' Biografie und die Geschichte der Unabhängigkeit Litauens im Buch Laisvės Byla (Akte der Freiheit).